# Stelis lanata
Stelis lanata är en orkidéart som beskrevs av John Lindley. Stelis lanata ingår i släktet Stelis och familjen orkidéer. Inga underarter finns listade i Catalogue of Life.